# Orietta Vanin
Orietta Vanin (Mirano, 24 maggio 1959) è una politica italiana.

## Biografia
Diplomata presso il liceo artistico Venezia, dal 1985 è insegnante di storia dell'arredamento e dell'abbigliamento presso il Centro di formazione professionale della Città metropolitana di Venezia. Dal 2012 al 2017 è nominata assessore alle politiche educative e scolastiche nella giunta di Alvise Maniero presso il comune di Mira (Venezia).
Alle elezioni politiche del 2018 viene eletta al Senato della Repubblica nella XVIII legislatura della Repubblica Italiana quale capolista del Movimento 5 Stelle del Collegio plurinominale Veneto - 01.